# Wolf Durmashkin
Wolf Durmashkin (geboren 7. März 1914 in Litauen; gestorben 18. oder 19. September 1944 im Konzentrationslager Klooga, Estland) war ein estnischer Komponist, Dirigent und Pianist jüdischen Glaubens aus Vilnius (früher Wilna), der Hauptstadt Litauens.

## Biografie
Durmashkin stammt aus einer jüdisch-polnische Musikerfamilie in Litauen, der genaue Geburtsort ist nicht bekannt. Seine Mutter hieß Shayna Durmashkin und sein Vater Akiva Durmashkin arbeitete als ein Kapellmeister und Chorleiter, der Wolf und seine zwei Schwestern Fania Durmashkin und Henia Durmashkin schon in Kinderjahren an die Musik heranführte.
Als Siebenjähriger hatte Wolf Durmashkin seine ersten Klavierauftritte und mit 11 Jahren ging er bereits in Litauen und Polen auf Konzerttournee.
Nach dem Abitur besuchte Durmashkin zunächst die Litauische Musik- und Theaterakademie in Vilnius und ging 1937 an die Fryderyk-Chopin-Universität für Musik in Warschau, um sein Studium zu vervollständigen. Dort wurde er Schüler des angesehenen russischen Dirigentenlehrers Valerian Berdyaev.
Auch beide seiner Schwestern verfolgten eine Musikerkarriere, Fania als Pianistin und Henia als Sängerin. Als 1939 Krieg ausbrach kehrte Durmashkin jedoch zu seiner Familie in Vilnius zurück und arbeitete dort einige Jahre erfolgreich als Komponist, Musiklehrer und Dirigent. Mit 25 Jahren wurde er nicht nur zum bis dato jüngsten, sondern auch zum ersten jüdischen Leiter des staatlichen Symphonieorchester Litauen ernannt und dirigierte unter anderem die hebräische Version der Oper „Aida“.
Im Juni 1941 nahm die deutsche Wehrmacht Vilnius ein und errichtete im August desselben Jahres das Ghetto Vilnius. In den nächsten Monaten folgten etliche Festnahmen und die Ermordung tausender Juden im Wald von Ponary, darunter 1943 auch Durmashkins Eltern.
Als die Familie gezwungen war, in das Ghetto zu ziehen, beantragte das Litauische Symphonieorchester umgehend eine Sondergenehmigung für Durmashkin. Ihm wurde gestattet seine Arbeit als Dirigent dort weiterführen, die maßgeblich für den Erfolg des Orchesters war. Nach den Aufführungen musste er jedoch in die Gefangenschaft zurückkehren. Durmashkin begann Instrumente, die er zuvor in seine Einzelteile zerlegt hatte, in das Ghetto zu schmuggeln. Auf diese Weise konnte ein ganzes Klavier, versteckt in der Kleidung jüdischer Arbeiter, unbemerkt in das Ghetto gebracht und wieder zusammengebaut werden.
Das Ghetto Vilnius war stark von der kulturellen und künstlerischen Landschaft der Stadt geprägt. Neben Durmashkin setzten sich auch Zelig Kalmanovitch, Yakov Gershteteyn, Avraham Slep und Herman Kruk dafür ein, ihre kreative Arbeit aus der Vorkriegszeit auch unter den neuen Restriktionen weiterführen zu können.
Durmashkin gründete dort nicht nur einen 100-köpfigen hebräischen Chor, sondern auch ein eigenes Orchester mit Musikern aus dem Ghetto. Im März 1942 trat das Orchester das erste Mal mit 20 Mitgliedern auf. Innerhalb von nur einem Jahr verdoppelte sich die Anzahl. Durmashkin hielt seinen hohen Qualitätsanspruch aus seiner Zeit beim Staatsorchester bei und führte u. a. Musikstücke von Beethoven, Chopin und Tschaikowsky auf, aber auch Volkslieder, Jazz und Unterhaltungsmusik wurden Teil des Repertoires.
Insgesamt gab das Orchester in den 15 Monaten unter seiner Leitung 35 Kammer- und Symphoniekonzerte.
Als das Ghetto Vilnius im September 1943 liquidiert wurde, kam Durmashkin in das Konzentrationslager Klooga in Estland.
Dort wurde er am 18. oder 19. September 1944 ermordet, unmittelbar bevor das Lager aufgelöst wurde. Von den 60.000 Juden, die im Jahr 1939 in Vilnius lebten, überlebten nur rund 2.000 den Holocaust. Darunter waren Fania und Henia Durmashkin, die als einzige Überlebende der Familie deren musikalisches Erbe fortführten. Nach der Befreiung 1945 wurden beide Mitglieder des Ex-Konzentrationslagerorchesters in Fürstenfeldbruck.

## Wolf Durmashkin Composition Award
Der Wolf Durmashkin Composition Award (WDCA) ist ein 2018 erstmals ausgetragener Kompositionswettbewerb des Kulturvereins „dieKunstBauStelle“ in Landsberg am Lech. Er wurde in Erinnerung an Durmashkin benannt. Anlass war der 70. Jahrestag eines Auftritts des ehemaligen Orchesters des Konzentrationslagers mit Holocaustüberlebenden am 10. Mai 1948 unter der Leitung von Leonard Bernstein, bei welchem die beiden Schwestern Durmashkins mitspielten. Der Preis richtet sich an Nachwuchsmusiker unter 35 Jahren. Der Wettbewerb wird 2024 zum zweiten Mal unter der Leitung von Wolfgang Hauck mit der Hochschule für Musik und Theater München, sowie der Gustav Mahler Privatuniversität für Musik, durchgeführt.